# بويبلا دي غوثمان
بلدية بويبلا دي غوثمان (بالإسبانية: Puebla de Guzmán) هي بلدية تقع في مقاطعة ولبة التابعة لمنطقة أندلوسيا جنوب إسبانيا.

## الديموغرافيا
بلغ عدد سكان بلدية بويبلا دي غوثمان 3.124 نسمة عام 2011 (وفقاً للمعهد الوطني الإسباني للإحصاء).
| 3.275 | 3.242 | 3.200 | 3.109 | 3.193 | 3.098 | 3.124 |

## أعلام
- بابلو اوليفيرا سيرانو